# 日本ギター連盟
公益社団法人日本ギター連盟(にほんギターれんめい、JAPAN FEDERATION OF GUITARISTS)は、日本を代表するギター団体のひとつ。

## 歴史
1949年第1回ギターコンクールが開催された翌年の1950年現代日本ギター連盟が設立。
1966年に現代日本ギター連盟を母体として、「ギター音楽に関する研究とその発表、知識の交換ならびに会員相互間および関連音楽諸団体との連絡提携の場となり、ギター音楽の進歩普及を図り、もって文化の発展に寄与すること」を目的として、日本唯一文部科学省に認可された法人となった。
2010年12月1日、公益法人制度改革に伴い、公益社団法人に移行した。

## 事業
1. ギター関係演奏会の開催-ギター音楽祭
2. ギターコンクールの開催-東京国際ギターコンクール、「ギター大好きみんな集まれギターコンペティション」
3. ギター演奏技術向上のための事業-ディプロマ発行
4. 音楽関係国際的行事への参加
5. 関連芸術諸団体との協力
6. その他目的を達成するために必要な事業

## 東京国際ギターコンクール
1949年第1回ギターコンクール開催。
1954年、1955年、1956年は開催されなかったが、1957年から第6回目を継続。
1982年第25回から、東京国際ギターコンクールに名称変更。2020・21年は中止

## ギター大好きみんな集まれギターコンペティション
2008年、第50回目の東京国際ギターコンクール開催を記念して、「ギター大好きみんな集まれギターコンペティション」を開催。2009年に第2回、2010年に第3回を開催、2020年に第13回を迎える。